# Els Pallaresos
Els Pallaresos é um município da Espanha, na comarca do Tarragonès, província de Tarragona, comunidade autónoma da Catalunha. Tem 5,53 km² de área e em 2021 tinha 4 872 habitantes (densidade: 881 hab./km²). Limita com os municípios de Tarragona, Perafort, La Secuita, El Catllar e Constantí.